# Contea di Yanchi
La contea di Yanchi (盐池县S, Yánchí XiànP) è una contea della Cina, situata nella regione autonoma di Ningxia e amministrata dalla prefettura di Wuzhong.